# Alfred Messenger
Alfred William Messenger (ur. 4 grudnia 1887 w Birmingham, zm. w 1968 tamże) – brytyjski gimnastyk, medalista olimpijski.
Uczestniczył w rywalizacji na V Letnich Igrzyskach olimpijskich rozgrywanych w Sztokholmie w 1912 roku, gdzie startował tam w jednej konkurencji gimnastycznej. W wieloboju drużynowym w systemie standardowym uzyskując z drużyną 184,50 punktu (średnia na jednego zawodnika: 36,90 punktu), zajął trzecie miejsce, przegrywając jedynie z drużyną włoską i węgierską.